# Byggðasafn Skagfirðinga

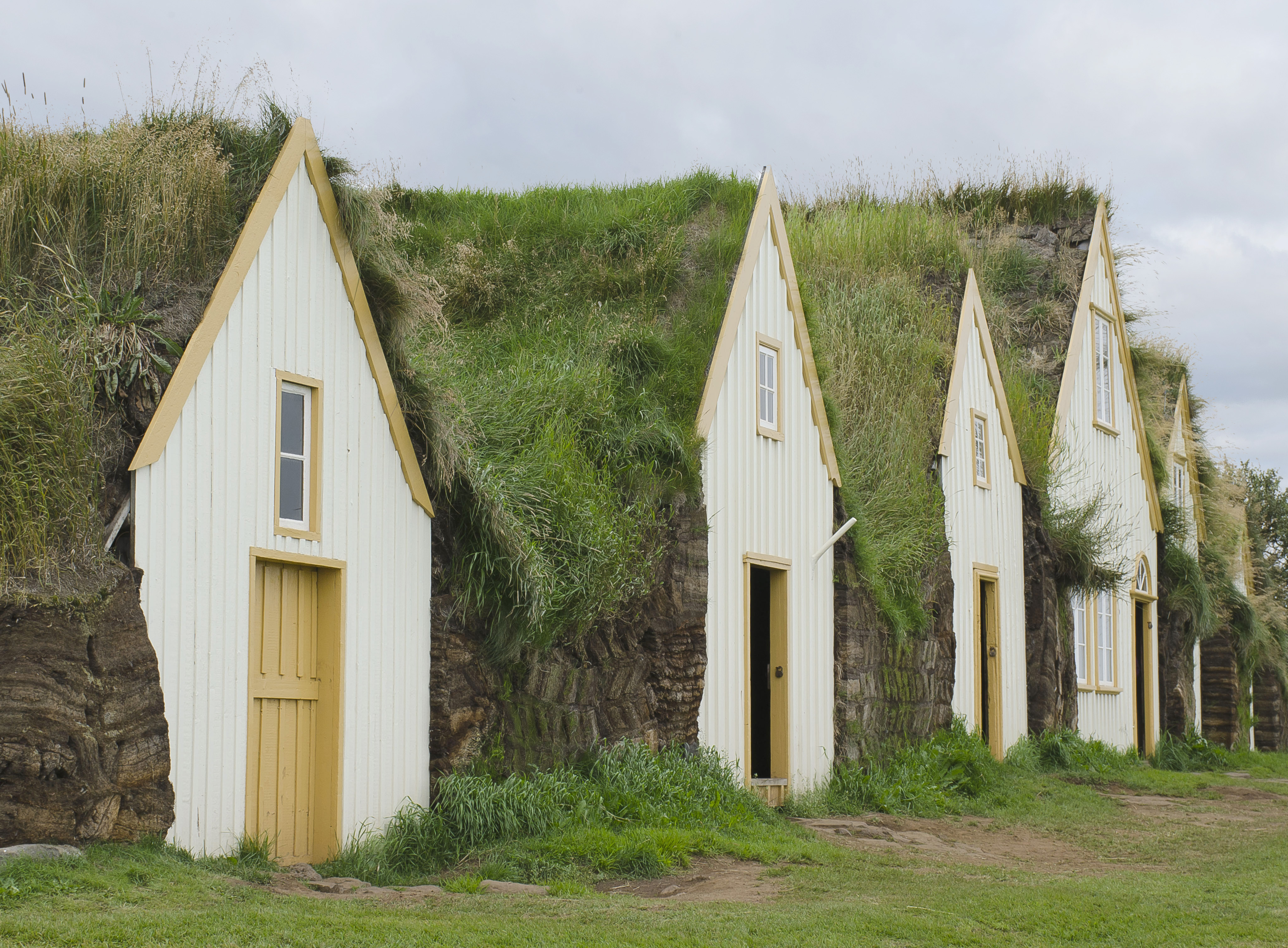
Domy torfowe na terenie muzeum

Byggðasafn Skagfirðinga – muzeum w Islandii w gminie Skagafjörður.
Założone w 1948 w zabudowaniach starej farmy, którą ostatni mieszkańcy opuścili w 1947. Muzeum zostało udostępnione do zwiedzania w 1952.
W domach torfowych, stanowiących oryginalne zabudowania farmy pokazywane są eksponaty związane z codziennym życiem na wsi w XVIII i XIX wieku. Oprócz nich znajdują się dwa domy drewniane, charakterystyczne dla islandzkiej architektury XIX wieku. W jednym z nich (Áshús) wystawione są przedmioty z drugiej połowy XIX wieku i pierwszej połowy XX wieku. W tymże budynku znajduje się kawiarnia. Drugi z drewnianych domów (Gilsstofa) mieści sklep z pamiątkami i administrację muzeum.